# Siro II
Siro II (fine XI secolo – Genova, 30 settembre 1163) è stato un arcivescovo cattolico italiano.
Fu l'ultimo dei vescovi e il primo degli arcivescovi di Genova.

## Biografia
Poco o nulla si sa della vita di Siro prima della sua nomina a vescovo, ed anche la sua appartenenza all'antica famiglia viscontile dei Porcello, benché sostenuta da studiosi locali a partire dall'Ottocento, non trova riscontri storici, ed anzi è possibile che non fosse neppure genovese, e addirittura che sia giunto a Genova al seguito del papa Innocenzo II.
Nel  1130, dopo un periodo di sede vacante alla morte di Sigifredo e dopo che, secondo la tradizione, l'incarico era stato offerto a Bernardo di Chiaravalle, che lo avrebbe rifiutato, Siro fu eletto vescovo alla presenza di papa Innocenzo II, appena elevato al soglio pontificio dopo una controversa elezione, ma costretto alla fuga da Roma per riparare in Francia a causa del conflitto tra i suoi seguaci, guidati da Bernardo di Chiaravalle, e quelli del rivale Anacleto II, che si era al momento insediato a Roma.
Il pontefice nella sua fuga in Francia possò per Pisa e Genova, in perenne lotta fra loro ma che gli erano rimaste fedeli, adoperandosi per indurre a una tregua le due città rivali, cosa che sarebbe avvenuta due anni più tardi grazie all'abilità diplomatica di Bernardo, ed approvò la nomina di Siro, che lo accompagnò in Francia e venne consacrato vescovo dallo stesso pontefice a Saint-Gilles in Provenza, dove erano giunti con la scorta di alcune galee genovesi.
Nonostante la diocesi di Genova fosse all’epoca suffraganea dell'arcidiocesi di Milano e quindi secondo la prassi canonica il compito di consacrare il nuovo vescovo sarebbe spettato all'arcivescovo di Milano Anselmo V Pusterla, ma poiché questi si era schierato con il rivale Anacleto II, Innocenzo II decise di effettuarla personalmente, non a Genova ma a Saint-Gilles dove Siro lo aveva seguito.
In occasione della sua permanenza a Genova, durata pochi giorni nell'agosto del 1130, Innocenzo II promise anche ai genovesi di erigere la locale diocesi in arcivescovato sottraendola al controllo dell'episcopato milanese. Innocenzo II tenne fede alla sua promessa durante il viaggio di rientro a Roma; giunto nel mese di marzo del 1133 a Corneto, l'attuale Tarquinia, fu raggiunto dai soldati genovesi e pisani venuti in suo aiuto e sbarcati a Porto Clementino e venne formalizzata la pace tra Genova e Pisa. Il 19 marzo 1133 il pontefice emanò la bolla Iustus Dominus con cui con cui le diocesi di Genova e Pisa venivano erette ad arcidiocesi: Siro divenne quindi il primo arcivescovo dell'arcidiocesi di Genova.
Innocenzo II, come riportato nelle Cronache di Jacopo da Varazze lo avrebbe creato cardinale. Lo stesso Siro si qualifica come cardinale in un documento del 1132, ma il titolo cardinalizio non è più menzionato dopo la nomina arcivescovile, forse perché a quell'epoca il titolo di arcivescovo era considerato più importante di quello di cardinale, o addirittura perché fosse decaduto dopo la nomina ad arcivescovo, cosa non infrequente a quei tempi.
Siro II, che richiamò nel nome un santo vescovo molto venerato dai genovesi e al quale era stata intitolata la prima cattedrale della città, nel 1132 sostenne economicamente il capitolo della cattedrale facendo dono ai canonici delle decime a lui spettanti per le proprietà della chiesa in Bisagno, Sturla, Carignano e Ravecca
È noto per aver promosso la redazione del "Registro della Curia arcivescovile" una corposa raccolta di documenti grazie ai quali venne definita la struttura organizzativa e territoriale dell'arcidiocesi con l'elenco dettagliato di tutte le istituzioni religiose e delle decime da esse dovute all'arcidiocesi. Della redazione del documento fu incaricato a partire dal 1143 l'economo della curia Alessandro, ma l'opera venne completata dai suoi successori solo nel 1180. Per la redazione del registro, di cui è giunta a noi una copia del XIII secolo, vennero eseguite accurate ricerche di documenti, risalendo fino a due secoli prima, con particolare attenzione ai beni fondiari e ai diritti di decima pertinenti alla diocesi. Questo documento rappresenta per molte chiese del genovesato la prima attestazione scritta della loro esistenza, anche se gran parte di esse erano state fondate molto tempo prima.
L'arcivescovo, per la prima volta dopo molti decenni, venne a trovarsi ad operare in piena sintonia con le istituzioni laiche della città, con le quali collaborò mantenendo sempre la sua autonomia, senza farsi condizionare nelle sue scelte dalle famiglie che detenevano il potere civile, fatto che sembrerebbe confermare la sua provenienza da fuori città.  Nel 1158 in occasione della costruzione delle mura dette "del Barbarossa", perché realizzate in previsione di un possibile assedio da parte dell'imperatore germanico, l'arcivescovo, come tutti i notabili della città, diede il suo contributo, impegnando arredi sacri e oggetti personali e destinando il ricavato al finanziamento dell'opera di difesa.
Nel 1162 venne a Genova papa Alessandro III, anch'egli in fuga da Roma per un nuovo scisma suscitato dall'antipapa Vittore IV, fomentato dall'imperatore stesso. Il 25 marzo il pontefice, prima di lasciare la città, concesse nuovi privilegi alla chiesa locale e conferì all'arcivescovo il titolo di legato transmarino.
Siro II,  definito "homo sanctissimus" dallo storico cistercense del Seicento Ferdinando Ughelli, morì a Genova il 30 settembre 1163.